# Dipturus linteus
Dipturus linteus és una espècie de peix de la família dels raids i de l'ordre dels raïformes.

## Morfologia
- Els mascles poden assolir 123 cm de longitud total i 11,2 kg de pes.[6][7]

## Reproducció
És ovípar i les femelles ponen càpsules d'ous, les quals presenten com unes banyes a la closca.

## Alimentació
Menja animals bentònics.

## Hàbitat
És un peix marí i d'aigües profundes (67°N-58°N) que viu entre 150-1.170 m de fondària.

## Distribució geogràfica
Es troba a Islàndia, les illes Fèroe, Noruega, Skagerrak i l'oest de Groenlàndia.

## Costums
És bentònic.

## Observacions
És inofensiu per als humans.